# Акимов, Александр Иванович
Александр Иванович Акимов (12 марта 1895, село Ивицы, Тульская губерния — 2 февраля 1965, Москва) — советский военный деятель. Генерал-лейтенант (15 декабря 1943 года).

## Начальная биография
Александр Иванович Акимов родился 12 марта 1895 года в селе Ивицы Тульской губернии ныне Одоевского района Тульской области.

## Военная служба

### Первая мировая и гражданская войны
Александр Иванович Акимов был призван в ряды Русской императорской армии в 1915 году. Принимал участие в боях на фронтах Первой мировой войны. В 1917 году окончил Тифлисскую школу прапорщиков, после чего в чине прапорщика командовал взводом.
В 1917 году вступил в Красную гвардию и назначен на должность помощника начальника начальника продовольственного отряда Красной гвардии в Туле. В апреле 1918 года вступил в ряды РККА и назначен на должность командира батальона 48-го стрелкового полка, в апреле 1919 года — на должность командира батальона Тульского полка, а затем — на должности инструктора и командира роты Тульского губернского коммунистического батальона (Московский военный округ).
В июне 1920 года был назначен на должность начальника команды 47-й бригады 16-й стрелковой дивизии, а в ноябре — на должность заместителя командира батальона Тульского губернского полка особого назначения (Московский военный округ). Принимал участие в боях на Южном и Западном фронтах.
В 1920 году Акимов вступил в ряды ВКП(б).

### Межвоенное время
С окончанием Гражданской войны Акимов продолжил служить в Тульском губернском территориальном полку особого назначения на должностях командира роты и батальона. В октябре 1922 года был назначен на должность командира роты в 216-м стрелковом полку и Тульском территориальном батальоне, а затем — на должность помощника командира и командира 113-го батальона особого назначения.
С июля 1924 года в 84-й стрелковой дивизии (Московский военный округ) Акимов последовательно назначался на должности помощника командира батальона 251-го стрелкового полка, а затем — на должности командира 1-й и 2-й отдельными караульными ротами по охране оружейных заводов Московского военного округа. В ноябре 1926 года был назначен на должность командира 43-й отдельной местной стрелковой роты Московского военного округа, в декабре 1927 года — на должность адъютанта 1-го разряда и временно исполняющего должность начальника штаба отдельного территориального резервного стрелкового батальона Рязанского территориального округа, а в декабре 1929 года — на должность помощника начальника штаба 144-го стрелкового полка.
В ноябре 1930 года Акимов был направлен на учёбу на курсы усовершенствования комсостава «Выстрел» имени Коминтерна, после окончания которых в апреле 1931 года был назначен на должность начальника 4-го отделения штаба 81-й стрелковой дивизии (Московский военный округ), в июне того же года был назначен на должность начальника полковой школы 29-го стрелкового полка (Ленинградский военный округ), а затем — на должность помощника командира этого же полка по строевой части.
С февраля 1933 года Акимов служил в Ленинградской пехотной школе, где последовательно назначался на должности руководителя тактики, временно исполняющего должности командира роты и начальника материально-технического обеспечения школы, преподавателя тактики, а в декабре 1937 года — на должность помощника начальника Ленинградского пехотного училища по материально-техническому обеспечению.
В июле 1939 года был назначен на должность помощника командира 104-й горнострелковой дивизии (Ленинградский военный округ). Находясь на этой должности, Акимов принимал участие в боевых действиях в ходе советско-финской войны. Был награждён орденом Красного Знамени.
В марте 1940 года был назначен на должность начальника пехоты 48-й стрелковой дивизии (Калининский военный округ), а в июле — на должность командира 73-й стрелковой дивизии (Московский военный округ). Одновременно с командованием дивизии Акимов учится на вечернем факультете Военной академии РККА им. М. В. Фрунзе и к июню 1941 года окончил три курса.

### Великая Отечественная война
В начале Великой Отечественной войны 73-я стрелковая дивизия под командованием полковника Акимова вела тяжёлые оборонительные бои в составе 20-й армии Западного фронта. 4 июля 1941 года дивизия под командованием Акимова сменила 137-ю стрелковую дивизию на рубеже Высокое — Орша и совместно с 17-й танковой дивизией (5-й механизированный корпус) до 16 июля обороняла Оршу, а затем отступала по направлению на Гнездово — Смоленск.
В августе 1941 года полковник Александр Иванович Акимов был ранен в обе ноги и находился в тылу противника в Вяземском районе (Смоленская область).
Солдаты на носилках принесли его в деревню Клин. Там он скрывался в доме колхозника Павла Крюченкова. После выздоровления сформировал партизанский отряд и перешёл линию фронта на участке 33-й армии Западного фронта.
Указом Президиума Верховного Совета СССР от 9 августа 1941 года за проявленное мужество Александр Иванович Акимов был награждён орденом Красного Знамени.
В феврале 1942 года Акимов был назначен на должность командира 82-й мотострелковой дивизии. В марте 1942 года дивизия была преобразована в 3-ю гвардейскую.
Указом Президиума Верховного Совета СССР от 9 апреля 1943 года за ликвидацию вражеского плацдарма Ржев — Вязьма — Гжатск в марте 1943 года полковник Александр Иванович Акимов был награждён орденом Суворова 2 степени.
Указом Президиума Верховного Совета СССР от 27 августа 1943 года генерал-майор Александр Иванович Акимов был награждён орденом Красного Знамени.
В июле 1943 года 3-я гвардейская мотострелковая дивизия под командованием Акимова была преобразована в 6-й гвардейский механизированный корпус, который под командованием А. И. Акимова принимал участие в ходе Курской битвы, Проскуровско-Черновицкой и Львовско-Сандомирской наступательной операций, в ходе которых освободил города Каменец-Подольский, Перемышляны, Львов и Комарно. Приказом Верховного Главнокомандующего № 0256 от 10 августа 1944 года за освобождение Львова 6-му гвардейскому механизированному корпусу было присвоено почётное наименование «Львовский».
22 января 1945 года генерал-лейтенант Александр Иванович Акимов был назначен на должность командира 78-го стрелкового корпуса, который участвовал в ходе Сандомирско-Силезской, Нижнесилезской, Берлинской и Пражской наступательных операций, во время которых освободил города Бернштадт, Бунцлау, Гайнау и Лигниц. За успешные боевые действия в Силезии 78-й стрелковый корпус получил наименование «Силезский».
За проявленные исключительное мужество и героизм в боях при выходе на реку Одер, а также при её форсировании и прорыве обороны противника на западном берегу реки, умелое командование стрелковым корпусом генерал-лейтенант Александр Иванович Акимов был награждён орденами Кутузова 2 степени и Богдана Хмельницкого 2 степени.

### Послевоенная карьера
С окончанием войны 73-й стрелковый корпус под командованием А. И. Акимова был включён в Прикарпатский военный округ.
В июне 1948 года был направлен на высшие академические курсы при Высшей военной академии имени К. Е. Ворошилова, после окончания которых в апреле 1949 года был назначен на должность помощника командующего 5-й армией (Приморский военный округ), в ноябре 1951 года — на должность помощника командующего войсками по вузам в Одесском военном округе, а в июле 1953 года — на должность помощника командующего войсками по вузам в Приволжском военном округе.
В октябре 1955 года генерал-лейтенант Александр Иванович Акимов вышел в отставку. Умер 2 февраля 1965 года в Москве.

## Награды
- Орден Ленина;
- Пять орденов Красного Знамени;
- Два ордена Суворова 2 степени;
- Два ордена Кутузова 2 степени;
- Орден Богдана Хмельницкого 2 степени;
- Медали:
  - Медаль «За победу над Германией в Великой Отечественной войне 1941—1945 гг.» (9 мая 1945 года);
  - Медаль «30 лет Советской Армии и Флота»;
  - Юбилейная медаль «40 лет Вооружённых Сил СССР»;
  - Другие медали

## Воинские звания
- Генерал-майор (21 мая 1942 года);
- Генерал-лейтенант (15 декабря 1943 года).

## Память

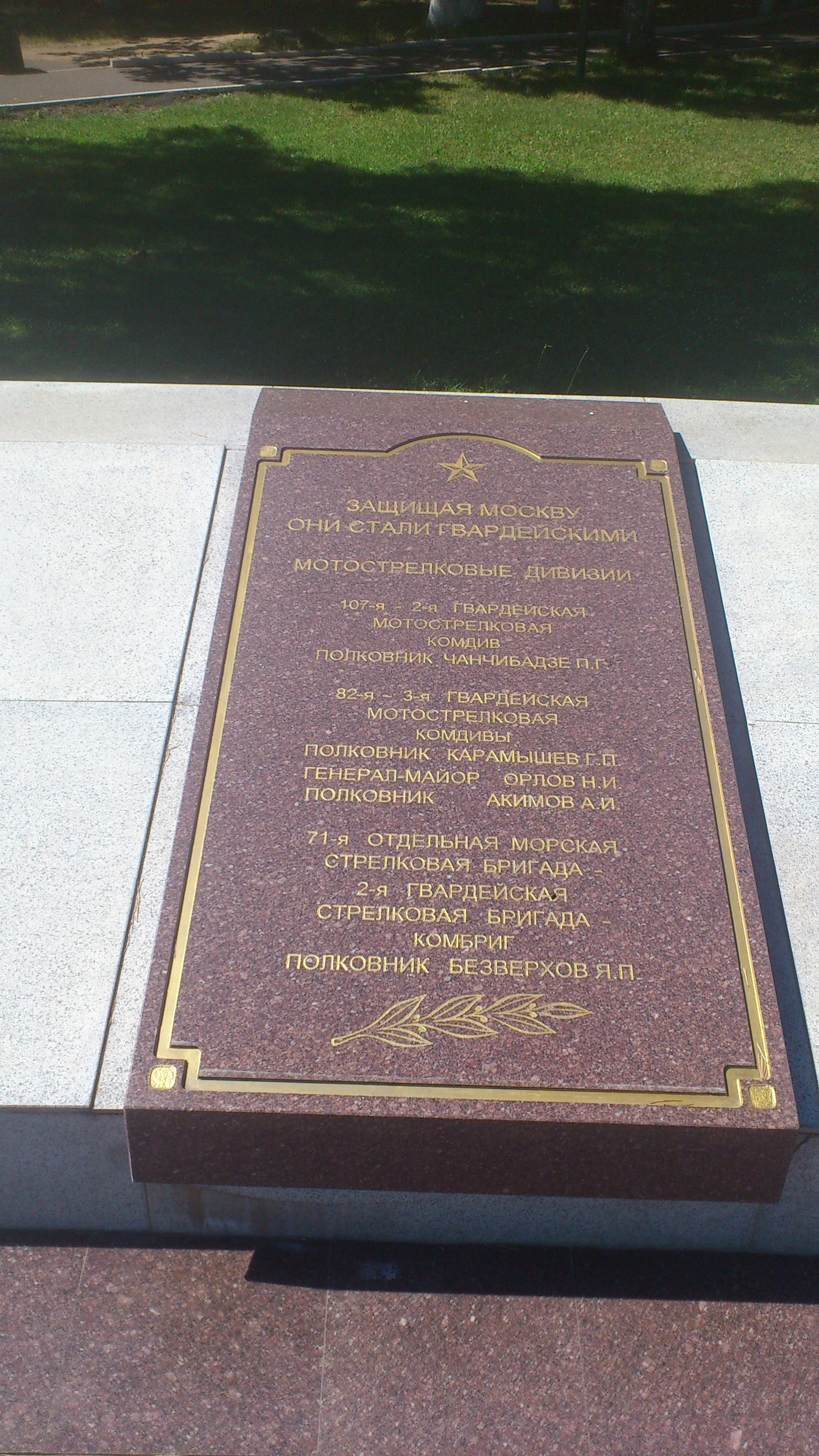
Имя комдива 3 гв. мсд А. И. Акимова высечено на плите мемориального комплекса «Воинам-сибирякам».
Мемориальный комплекс «Воинам-сибирякам», Ленино-Снегирёвский военно-исторический музей.